# Emmelia karachiensis
Emmelia karachiensis is een vlinder van de familie van de uilen (Noctuidae). De wetenschappelijke naam van deze soort is voor het eerst voorgesteld als Acontia karachiensis door Charles Swinhoe in een publicatie uit 1890.
De soort komt voor in:
- het Palearctisch gebied waaronder Egypte,
- het Afrotropisch gebied waaronder Niger, Soedan, Saudi-Arabië, Jemen, Eritrea, Ethiopië, Somalië en Tanzania,
- het Oriëntaals gebied waaronder Pakistan en India.